# 1er juin 1937
Le mardi 1er juin 1937 est le 152e jour de l'année 1937.

## Naissances
- Barry Myers (mort le 1er août 2016), réalisateur britannique
- Charles Rogers, skipper américain
- Colleen McCullough (morte le 29 janvier 2015), écrivaine australienne
- David Campbell Mulford, diplomate américain
- Ezio Pascutti (mort le 4 janvier 2017), joueur et entraîneur de football italien
- Guy Malandain, personnalité politique française
- Henri Tisot (mort le 6 août 2011), acteur et humoriste français
- Yisrael Meir Lau, rabbin israélien
- Jacques Kornprobst, géologue et volcanologue français
- Karl Heeremans (mort le 12 avril 2010), artiste-peintre belge
- Lusine Zakaryan (morte le 30 décembre 1992), soprano arménienne
- Morgan Freeman, acteur américain

- Daisy Duck, personnage de fiction